# Dietrich Austermann
Dietrich Austermann, né le 22 octobre 1941 à Berlin, est un homme politique allemand membre de l'Union chrétienne-démocrate d'Allemagne (CDU).
Il exerce plusieurs responsabilités politiques municipales de 1974 à 1982, puis entre au Bundestag cette même année, en tant que député fédéral suppléant du Schleswig-Holstein. Régulièrement réélu, il démissionne en 2005 pour devenir ministre régional de la Science et de l'Économie du Schleswig-Holstein, dans la grande coalition du chrétien-démocrate Peter Harry Carstensen, dont il démissionne trois ans plus tard.

## Éléments personnels

### Formation et carrière
Après avoir passé son Abitur en 1962, il suit des études supérieures de droit à l'université libre de Berlin puis à l'université de Münster. Il passe son premier diplôme juridique d'État en 1967, décrochant le second quatre ans plus tard après avoir effectué sa période de stage. Il commence aussitôt à travailler pour le groupe de la CDU au Bürgerschaft de Hambourg comme associé de recherche, et travaille également comme avocat et notaire à partir de 1972. Ayant suspendu toute activité professionnelle en 1974, il reprend celle d'avocat onze ans plus tard.

### Vie privée
Il est marié, père de quatre enfants et de confession catholique.

## Parcours politique

### Au sein de la CDU
Adhérent de l'Union chrétienne-démocrate d'Allemagne (CDU) depuis 1971, il a occupé la présidence du parti dans l'arrondissement de Steinburg de 1987 à 2000. Il en est depuis président d'honneur.

### Les débuts dans la politique municipale
En 1974, il devient maire de Barsbüttel, dans l'arrondissement de Stormarn, puis de Brunsbüttel, dans l'arrondissement de Dithmarse, trois ans plus tard. Il est choisi en 1981 comme gérant municipal et responsable des finances de Göttingen, renonçant à ce poste en 1982.

### Député fédéral puis ministre régional
Il entre au Bundestag le 16 avril 1982 en tant que député fédéral suppléant représentant le Land du Schleswig-Holstein. Il est réélu en 1983 dans la circonscription de Steinburg - Dithmarschen-Süd, qu'il représente jusqu'aux élections de 1998, au cours desquelles il est battu par la candidate du SPD. Il continue de siéger au Bundestag grâce au scrutin de liste, tout comme après le scrutin de 2002.
Dietrich Austermann est nommé ministre régional de la Science, de l'Économie et des Transports du Schleswig-Holstein dans la grande coalition du nouveau Ministre-président chrétien-démocrate Peter Harry Carstensen, et démissionne huit jours plus tard de son mandat parlementaire. Le 9 juillet 2008, il quitte le gouvernement.